# Parque forestal del monte Alba y Cepudo
El parque forestal del monte Alba y Cepudo se localiza en Valladares, una de las parroquias más extensas de la ciudad española de Vigo. El parque forestal está compuesto por dos montes: el monte Alba, conocido también como cerro de San Bartolomé, y el monte Cepudo.

## Situación
Conforma un parque forestal junto con el monte Cepudo, que alcanza una altura de 527 metros. Ambos los dos forman parte de un mismo macizo granítico dividido en dos en la parte más alta. Y el más alto de los dos es uno de los puntos más elevados de todo el ayuntamiento de Vigo. Las dos cimas son también miradores, ya que desde ellas se puede observar gran parte de la ciudad, la ría de Vigo, las islas Cíes, etcétera.

### Celebraciones
Todos los 15 de agosto comienza en el monte Alba una romería que dura hasta el 8 de septiembre.
El 15 de agosto sube desde la iglesia de Valladares hasta la ermita la imagen de la Virgen del Alba, días más tarde, el 24 de agosto, sube San Bartolomé, conocido como el santo «quitamiedos» ya que la tradición dice que al dar tres golpes con la cabeza en él los miedos desaparecen. Finalmente, el 8 de septiembre bajan las dos imágenes hasta la iglesia parroquial. Durante la subida y la bajada, en procesión, cientos de personas y varios grupos de gaitas acompañan a la Virgen y San Bartolomé.

### Patrimonio

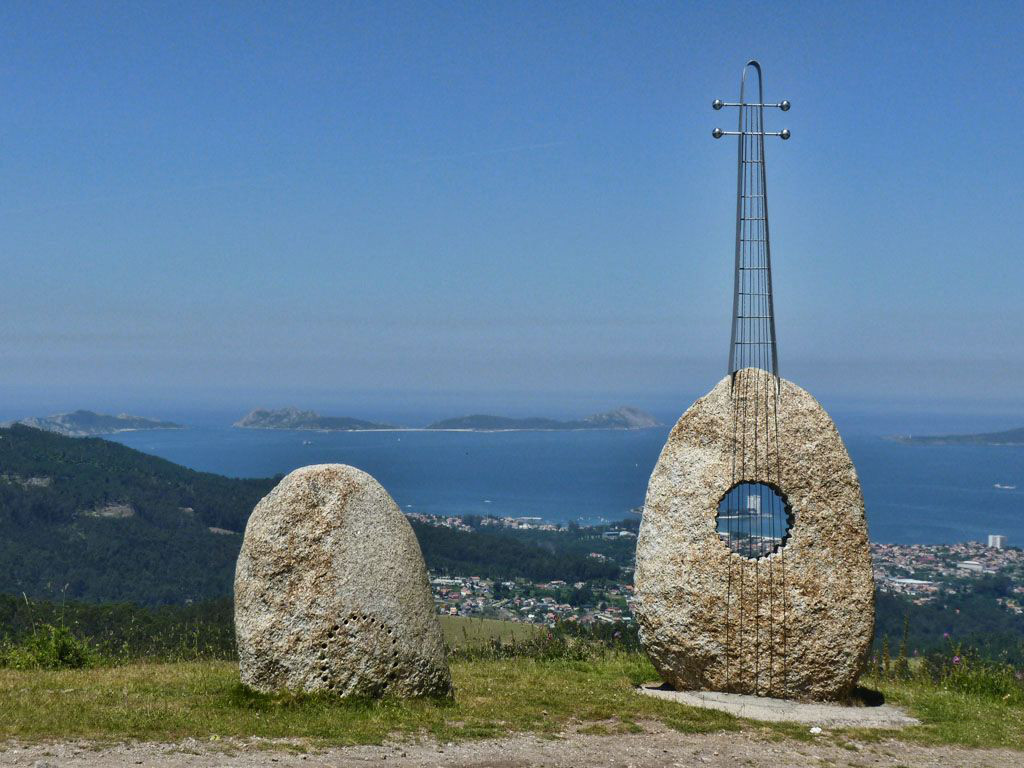
Metamorfosis de Remigio Davila.

En la parte más alta del monte Alba se encuentra la capilla de Nuestra Señora del Alba, dedicada a la Virgen del Alba y a San Bartolomé, que en el pasado formó parte de un castillo medieval. Y una ermita con planta rectangular, en la que en su fachada aún se conserva el escudo de la familia a la que pertenecía.
En el año 1999, para impulsar la renovación y recuperación del monte Alba, la comunidad de montes de Valladares organizó el Primer Simposio Internacional de Esculturas del monte Alba; fruto de este acontecimiento, en la actualidad se pueden visitar hasta 11 esculturas, algunas de ellas son: Itinerario de Ana Olano, Receptáculo solar de Eduardo López, La pirámide del tiempo de María Branera, Atravesando el paso de Igor Brown o la Metamorfosis de Remigio Davila. Esta última es una de las más conocidas, ya que se trata de una escultura formada por tres piezas que se van transformando hasta convertirse en un instrumento musical y la pieza final tiene en el medio un hueco en el que el 15 de agosto se puede ver el sol del atardecer a través de él.

Vista panorámica de la ría de Vigo y de las islas Cíes desde el mirador del monte Cepudo.